# Cheilosia balu
Cheilosia balu är en tvåvingeart som beskrevs av Violovitsh 1966. Cheilosia balu ingår i släktet örtblomflugor, och familjen blomflugor. Inga underarter finns listade i Catalogue of Life.